# Goniocyclops arenicola
Goniocyclops arenicola – gatunek widłonoga z rodziny Cyclopidae. Nazwa naukowa gatunku została po raz pierwszy opublikowana w 1984 roku przez francuskiego zoologa-limnologa Bernarda Henriego Dussarta.